# Pheia admirabilis
Pheia admirabilis là một loài bướm đêm thuộc phân họ Arctiinae, họ Erebidae.